# André Santos
André Clarindo dos Santos (São Paulo, 8 maart 1983)- alias André Santos - is een Braziliaanse voetballer die bij voorkeur als linksachter speelt. Hij staat onder contract bij het Zwitserse FC Wil. Santos debuteerde in 2009 in het Braziliaans voetbalelftal.

## Clubvoetbal
André Santos begon als clubvoetballer in de jeugd van Figueirense FC, waar hij vervolgens vanaf 2002 in het eerste elftal speelde. Met de club won de verdediger in 2004 het kampioenschap van de staat Santa Catarina. In zijn periode bij Figueirense FC werd André Santos tweemaal verhuurd: aan CR Flamengo in 2005, waarmee hij de Copa do Brasil won, en aan Atlético Mineiro in 2006 waarmee hij kampioen van de Série B werd. In 2008 verruilde hij Figueirense FC voor SC Corinthians. Met deze club won hij het kampioenschap van de Série B (2008), het Campeonato Paulista (2009) en de Copa do Brasil (2009). In juli 2009 zette hij samen met Christian Oliveira Baroni zijn handtekening onder een verbintenis met de Turkse Fenerbahçe SK (Istanboel). Op 10 februari 2013 keerde André Santos op huurbasis terug naar zijn geboorteland. Hij tekende een contract bij Grêmio voor één seizoen.

## Nationaal elftal
André Santos debuteerde op 15 juni 2009 tegen Egypte voor het Braziliaans nationaal elftal in de eerste groepswedstrijd van de Confederations Cup, dat hij uiteindelijk met de ‘’Seleção‘’ won. André Santos was de vaste linksback van Brazilië op dit toernooi.
1 Júlio César ·
2 Maicon ·
3 Lúcio  ·
4 Juan ·
5 Felipe Melo ·
6 Kléber ·
7 Elano ·
8 Gilberto Silva ·
9 Luís Fabiano ·
10 Kaká ·
11 Robinho ·
12 Victor ·
13 Dani Alves ·
14 Luisão ·
15 Miranda ·
16 André Santos ·
17 Josué ·
18 Ramires ·
19 Júlio Baptista ·
20 Kléberson ·
21 Alexandre Pato ·
22 Nilmar ·
23 Gomes ·
Coach: Dunga